# Cremna lusia
Cremna lusia är en fjärilsart som beskrevs av Jacob Hübner 1816. Cremna lusia ingår i släktet Cremna och familjen Riodinidae. Inga underarter finns listade i Catalogue of Life.